# Fou littéraire
 (juillet 2024).
Le fou littéraire est un individu qui publie en toute bonne foi un texte qui prend la forme d'un essai (article, ouvrage) qui cherche à convaincre de façon démonstrative, et qui n'obtient en général aucune reconnaissance et ne suscite aucun adepte, restant de ce fait inconnu et singulier dans le champ littéraire. Son discours est assimilé à une forme de délire, car le texte en question traite de sujets parfois de façon obsessionnelle, que la critique, a posteriori, va considérer comme décalé, farfelu, désopilant, excentrique, hétéroclite, ou bizarre.
Selon Charles Nodier, c'est un « fou avéré qui n'a pas eu la gloire de faire secte ». Jacques Duchateau ajoute une précision importante : « le fou littéraire est quelqu'un qui n'est pas imprimé, car ce serait là une preuve d'adaptation sociale », d'où de nombreux cas d'œuvres auto-éditées.

## Étude des fous littéraires
Érasme prête à Lucien de Samosate, le mot morosophe, qui qualifie le « sage-fou », celui qui détient le savoir, mais ne dénigre pas pour autant la folie au profit de la raison. Ainsi, les morosophes apportent aux grandes questions des réponses aberrantes.
Sans doute inspiré par les premiers travaux de Philippe Pinel sur le cas de son patient Berbiguier qui intrigua entre autres Théophile Gautier, l'étude des fous littéraires commence en 1835 avec une bibliographie établie par Charles Nodier et se poursuit en 1880 avec Gustave Brunet. Dans l'intervalle, Octave Delepierre (1804 -1879), un érudit belge, fait paraître à Londres la première Histoire littéraire des fous (1860), ouvrage « de loin supérieur à celui déjà allégué de Gustave Brunet ».
À partir du dernier quart du XIXe siècle, la psychiatrie, puis la psychanalyse, s'intéressent aux discours délirants de type paranoïaque et paraphrénique. Les tenants du surréalisme, au début des années 1920, s'y montrent particulièrement sensibles, convoquant par exemple Jean-Pierre Brisset ou Xavier Forneret. 
Au début des années 1930, Raymond Queneau entame d'importantes recherches, en recensant durant plusieurs années les ouvrages de fous littéraires conservés à la Bibliothèque nationale de France. Son projet, une Encyclopédie des sciences inexactes, est refusé par ses éditeurs. Queneau en tire alors la matière d'un roman, Les Enfants du limon, qui paraît en 1938. La dite encyclopédie paraîtra en 2002.
Fruit de trente ans de recherches, Les fous littéraires d'André Blavier paraît pour la première fois en 1982. Cette « encyclopédie » contient près de 1 000 pages où sont recensés plus de 3 000 auteurs. On y trouve des inventeurs du mouvement perpétuel, des démonstratreurs de la quadrature du cercle, de l'inexistence de l'enfer, ainsi que de singuliers délires sur les langues universelles, la structure de l'Univers, les origines batraciennes de l'homme (Jean-Pierre Brisset), les origines préhistoriques de la langue française (Paul Tisseyre-Ananké pour qui le français provient du cri des bêtes préhistoriques)… Les femmes sont aussi représentées. Émilie-Herminie Hanin (1862-1948) peint, dépose des brevets d'invention, notamment en 1918 d'un piège à avions, et assure avoir résolu la question du mouvement perpétuel. Elle publie à compte d'auteur un livre et un seul, Super-Despotes, en 1934, dans lequel elle raconte ses aventures de persécutée. Céline Renooz (1840-1928) prétend démontrer l'origine végétale de l'espèce humaine.
Le travail de compilation effectué par André Blavier est considérable. Il hérite des recherches de Raymond Queneau, car les deux hommes étaient proches, au sein de structures opérantes que sont le Collège de 'Pataphysique et l'Oulipo. Après la mort de Blavier, le relais est pris par d'autres chercheurs comme par exemple Marc Décimo, et ne se réduit pas aux seules études francophones, dans son encyclopédie Sciences et Pataphysique. 

### Typologie
Depuis Nodier, les compilateurs s'entendent sur une catégorisation de ces milliers d'œuvres produites depuis le XVIe siècle. Blavier, lui, s'efforce de rappeler que l'appellation de « fou littéraire » reste non péjorative. Par exemple, on trouve :
- La quête (et le vertige) d'une langue originelle ;
- La description d'une cosmogonie  ;
- Les prophéties, visions et discours messianiques ;
- Les quadrateurs de cercle par un usage des mathématiques ;
- Les persécutés ;
- Les savants ;
- Les médecins et hygiénistes ;
- Les inventeurs et bricoleurs ;
- Les candidats excentriques (mission politique) ;
- Les philanthropes et sociologues...

### Quelques fous littéraires
- Bernard de Bluet d'Arbères[12].
- Alexis Vincent Charles Berbiguier de Terre-Neuve du Thym
- Jean-Pierre Brisset[13]
- Alexandre-Mathieu-Victor Clavel d'Haurimonts[14]
- Nicolas Cirier[15]
- Xavier Forneret
- Paulin Gagne[16]
- Léopold Armand Hugo
- Alfred Moquin-Tandon
- Claude-Charles Pierquin de Gembloux[17]
- Jean Prat
- Francisque Tapon-Fougas[18]
- Paul Tisseyre-Ananké[19]